# Зубков Олександр Іларіонович
Олександр Іларіонович Зубков (рос. Александр Илларионович Зубков; 9 серпня 1902, Успенське — 21 серпня 1978, Севастополь) — радянський офіцер, в роки радянсько-німецької війни командир гвардійського крейсера «Червоний Крим», учасник оборони Севастополя 1941—1942 років, капітан II рангу.

## Біографія

Могила О. І. Зубкова

Народився 9 серпня 1902 року в селі Успенському (тепер Становлянского району Липецької області). У лютому 1918 року вступив до Червоної Армії і у складі 1-го червоного кавалерійського дивізіону бився проти військ Краснова. З 1921 року у військово-морському флоті, служив політпрацівником відділу фортечної артилерії Чорноморського флоту.
З 1930 року, після закінчення спеціальних курсів командного складу при ВМУ імені М. В. Фрунзе, служив на кораблях Чорноморського флоту командиром канонерських човнів «Червона Грузія», «Червона Абхазія», лідера «Москва». У роки радянсько-німецької війни, будучи капітаном ІІ рангу, командував крейсером «Червоний Крим», який під його командуванням брав активну участь в обороні Одеси, Севастополя, Кавказу, у висадці десанту в районі Григорівки, Феодосії, Судака, Алушти, Керченсько-Феодосійській десантній операції. Після закінчення боїв на Чорному морі 3убков служив на Північному і Тихоокеанському флотах, а після війни був командиром Новоросійської військово-морської бази.
З 1949 по 1956 рік — начальник озброєння і судноремонту Чорноморського флоту. Звільнився в 1956 році за станом здоров'я. Жив у Севастополі. Помер 21 серпня 1978 року у Севастополі, похований на кладовищі Комунарів.

## Нагороди
Нагороджений орденом Леніна, трьома орденами Червоного Прапора, двома орденами Вітчизняної війни 1 ступеня, орденом Червоної Зірки та медалями.

## Пам'ять

меморіальна дошка

В 1982 році на будинку в Севастополі, по вулиці Леніна, 5, де з 1951 по 1978 рік жив Олександр Зубков, встановлено меморіальну дошку (скульптор С. О. Чиж, художник І. А. Белицький).